# Kongres Polaków w Republice Czeskiej
Kongres Polaków w Republice Czeskiej – polska organizacja społeczna działająca w Czechach. Skupia mniejsze stowarzyszenia, reprezentuje czeskich Polaków w kontaktach z władzami krajowymi i samorządowymi, jak również  społeczeństwem i mediami.

## Historia
Została powołana do życia w marcu 1990. W jej skład wchodzi 30 organizacji i stowarzyszeń, które delegują swoich reprezentantów do tzw. Rady Przedstawicieli. Organem wykonawczym Kongresu jest składająca się z dziewięciu osób Rada Kongresu Polaków.
Kongres wydaje prasę (Głos) oraz pomaga w publikowaniu książek w języku polskim. Przy organizacji afiliowany jest Ośrodek Dokumentacyjny, gdzie gromadzi się zbiory i materiały archiwalne poświęcone czeskim Polakom. 
Kongres zajmuje się organizacją imprez kulturalnych: akcji oraz warsztatów: dziennikarskich, młodzieżowych, europejskich.

## Władze
Prezesi:
- 2012-2016: Józef Szymeczek (wiceprezesi: Rudolf Moliński, Tomasz Pustówka)[3]
- od 2016: Mariusz Wałach[4] (wiceprezesi: Józef Szymeczek, Tomasz Pustówka)

## Organizacje zrzeszone w Kongresie Polaków
W skład Kongresu wchodzą:
- Cieszyńskie Towarzystwo Fotograficzne
- Harcerstwo Polskie w RC
- Koło Polskich Kombatantów
- Klub Kultury
- Klub Polski w Pradze
- Macierz Szkolna w RC
- Macierz Szkolna w Wędryni
- MK PZKO Karwina Nowe Miasto
- Polonus - Klub Polski w Brnie
- Polski Związek Byłych Więźniów Politycznych
- Polski Związek Kulturalno-Oświatowy
- Polskie Stowarzyszenie Artystów Plastyków w Republice Czeskiej
- Polskie Towarzystwo Artystyczne ARS MUSICA
- Polskie Towarzystwo Medyczne
- Polskie Towarzystwo Śpiewacze COLLEGIUM CANTICORUM
- Polskie Towarzystwo Turystyczno-Sportowe "Beskid Śląski" w RC
- Stowarzyszenie Dziennikarzy Polskich
- Stowarzyszenie Emerytów Polskich
- Stowarzyszenie "Kurier Praski" w Pradze
- Stowarzyszenie Młodzieży Polskiej
- Stowarzyszenie Przyjaciół Polskiej Książki
- Stowarzyszenie Rodzina Katyńska
- Stowarzyszenie Szkoła Polonijna w Pradze
- Towarzystwo AVION
- Towarzystwo  Beskidzkich Kucharzy
- Towarzystwo Nauczycieli Polskich w RC
- Zaolzie Potrafi
- Zaolziańskie Stowarzyszenie Lotnicze im. Franciszka Żwirki i Stanisława Wigury
- Zaolziańskie Towarzystwo Fotograficzne
- Zrzeszenie Literatów Polskich

## Odznaczenia
- Odznaka Honorowa za Zasługi dla Polonii i Polaków za Granicą (2023)[5]